# Powiat Schweidnitz
Powiat Schweidnitz (niem. Landkreis Schweidnitz, pol. powiat świdnicki) - prusko-niemiecka jednostka podziału administracyjnego, istniejąca w latach 1816–1945, wchodząca w skład prowincji śląskiej (do 1919 r.), a następnie prowincji dolnośląskiej.

## Historia
Landkreis Schweidnitz powstał na terenie średniowiecznego księstwa świdnicko-jaworskiego 1 maja 1816 r. Wchodził w skład rejencji dzierżoniowskiej, a po jej likwidacji w 1820 r. wrocławskiej.
24 stycznia 1818 r. powołano w jego miejsce dwa powiaty: wałbrzyski i świdnicki. W wyniku kolejnej korekty podziału administracyjnego  1 kwietnia 1899 wydzielono z powiatu miasto Schweidnitz, które otrzymało status powiatu miejskiego (Stadtkreis). Dzięki następnym zmianom administracyjnym powiększało się terytorium powiatu ziemskiego. Ostatnia reforma miała miejsce w 1932 r., w jej efekcie zlikwidowano powiat strzegomski, włączając jego większą część ze Strzegomiem do powiatu świdnickiego, tworząc tzw. Wielki Powiat Świdnicki; równocześnie od powiatu Schweidnitz odłączono miasto Zobten, włączając je do powiatu Breslau.
Powiat świdnicki został zajęty w maju 1945 r.  przez oddziały Armii Czerwonej. Kilkanaście dni później 15 maja 1945 r. zaczęła działać polska administracja. Utworzony został powiat świdnicki, który swoim obszarem pokrywał się z przedwojennym Landkreis Schweidnitz.

## Landraci
- 1870–1890  Hans Freiherr von Zedlitz-Leipe
- 1890–1919  Dietrich Freiherr von Zedlitz-Leipe
- 1919–1919  Freiherr von Hundt und Alt-Grottkau
- 1919–1931  Gotthilf von Salisch
- 1931–1932  dr Wilhelm Brandes
- 1932–1935  dr Otto Ehrensberger
- 1935–1935  dr Hans von Studnitz
- 1935–1935  Helmut Grande
- 1935–1938  Horst Edler von der Planitz
- 1938–1945  Wilhelm Adam

## Ludność (1885–1939)
- 1885 r. - 95.011
- 1890 r. - 96.023, z czego ewangelicy: 59.910,   katolicy: 35.522,  wyznanie mojżeszowe: 393
- 1900 r. - 71.812, z czego ewangelicy: 45.037,   katolicy: 26.422
- 1910 r. - 71.866, z czego ewangelicy: 44.698,   katolicy: 26.647
- 1925 r. - 70.679, z czego ewangelicy: 44.839,   katolicy: 24.079,  wyznanie mojżeszowe: 116,   inni chrześcijanie: 103
- 1933 r. - 94.968, z czego ewangelicy: 62.761,   katolicy: 27.060,  wyznanie mojżeszowe: 117,   inni chrześcijanie:  18
- 1939 r. - 93.860, z czego ewangelicy: 62.230,   katolicy: 26.841,  wyznanie mojżeszowe:  15,   inni chrześcijanie: 142

## Podział administracyjny
1 stycznia 1945 powiat dzielił się na:
- 2  miasta: Strzegom i Świebodzice[2]
- 103 gminy

## Osoby związane z powiatem
- Manfred Kanther, (ur. 1939 r.), niemiecki polityk, członek CDU, minister spraw wewnętrznych Niemiec w latach 1993–1998.
- Manfred von Richthofen (1892–1918, niemiecki pilot, największy as myśliwski okresu I wojny światowej, nazywany Czerwonym Baronem.